# Zaouiat Lakouacem
Zaouiat Lakouacem (franska: Zaouiat Lakouacem (CR), Zaouiat Lakouacem (Commune Rurale), arabiska: زاوية سايس) är en kommun i Marocko.   Den ligger i provinsen El Jadida och regionen Casablanca-Settat, i den norra delen av landet, 180 km sydväst om huvudstaden Rabat. Antalet invånare är 12 726.